# إيف دوديني
إيف دوديني (بالإنجليزية: Yves Daudigny) (من مواليد 23 فبراير 1947) هو سياسي فرنسي وعضو في مجلس الشيوخ الفرنسي. ويمثل قسم أيسن، في بيكاردي، وهو عضو في الحزب الاشتراكي.
اشتهر دوديني باقتراحه إدخال زيادة ضريبية مثيرة للجدل بنسبة 300٪ على زيت النخيل، أطلق عليها الإعلام اسم «ضريبة نوتيلا» لأن زيت النخيل هو أحد المكونات الرئيسية في نوتيلا.